# Tablice rejestracyjne w Arubie
Aruba nakazuje mieszkańcom rejestracji pojazdów i umieszczenia tablicy rejestracyjnej na pojeździe.
Tablice zmieniają się co roku, ale zawsze widnieją na nich napisy "ONE HAPPY ISLAND" i "ARUBA". Od 2011 roku napis "ARUBA" został zmieniony na "ARUBA.COM". Tablica jest ważne przez pierwszą połowę roku, wtedy zostaje dodana metalowa tablica dla przedłużenia ważności na drugą połowę roku. Tablica jest w kolorach odwrotnych do tej z pierwszej połowy roku i zawiera te same numery jak poprzednia.

## Tablice od 1990 do teraz
| Zdjęcie | Rok  | Kolory                  |
| ------- | ---- | ----------------------- |
|         | 1990 | biały na niebieskim     |
|         | 1991 | biały na czarnym        |
|         | 1992 | czarny na białym        |
|         | 1993 | biały na brązowym       |
|         | 1994 | biały na niebieskim     |
|         | 1995 | czarny na czerwonym     |
|         | 1996 | niebieski na białym     |
|         | 1997 | biały na morskim        |
|         | 1998 | czarny na białym        |
|         | 1999 | biały na pomarańczowym  |
|         | 2000 | brązowy na białym       |
|         | 2001 | czarny na żółtym        |
|         | 2002 | biały na czarnym        |
|         | 2003 | czarny na pomarańczowym |
|         | 2004 | żółty na czarnym        |
|         | 2005 | biały na niebieskim     |
|         | 2006 | biały na czerwonym      |
|         | 2007 | czarny na białym        |
|         | 2008 | biały na zielonym       |
|         | 2009 | czarny na żółtym        |
|         | 2010 | biały na niebieskim     |
|         | 2011 | biały na czerwonym      |
|         | 2012 | brązowy na białym       |
|         | 2013 | biały na pomarańczowym  |
|         | 2014 | czarny na białym        |
|         | 2015 | biały na niebieskim     |
|         | 2019 | biały na pomarańczowym  |
|         | 2020 | bordowy na białym       |

## Wyróżniki
| Prefix | Typ                       |
| ------ | ------------------------- |
| A      | Prywatny pojazd           |
| AG     | Agent                     |
| B      | Autobus                   |
| BR     | Dealer                    |
| DT     | Ciężarówka (Diesel Truck) |
| O      | Transport bezrozkładowy   |
| T      | Pojazdy turystyczne       |
| TX     | Taksówka                  |
| V      | Samochody wypożyczane     |